# Dichantheliinae
Dichantheliinae je podtribus trava u tribusu, Paniceae, dio potporodice Panicoideae. Pripadaju mu dva roda
Podtribus je opisan 2014.

## Rodovi
1. Adenochloa Zuloaga (14 spp.)
2. Dichanthelium (Hitchc. & Chase) Gould (108 spp.)